# Sto Lat
Sto Lat je fiktivní městský stát, ležící na Zeměploše v knihách Terryho Pratchetta.
Leží poměrně blízko Ankh-Morporku směrem ke Středu, ve stoheliských pláních. Je vystavěn na obrovském balvanu, který do plání zanesly ustupující ledovce z nedalekých hor Beraní hlavy. Významněji se o něm pojednává v knize Mort.
Vládkyní je královna Keli Stolatská.